# District de Janaarka
Le district de Janaarka (en kazakh : Жаңаарқа ауданы) est un district de l'oblys de Karaganda au Kazakhstan.

## Géographie
Le centre administratif du district est la ville d'Atassou.

## Démographie
En  2013, le district a une population de 32 312 habitants.